# Jiaxuan (sockenhuvudort i Kina, Jiangxi Sheng, lat 28,19, long 117,82)
Jiaxuan (kinesiska: 稼轩) är en sockenhuvudort i Kina. Den ligger i provinsen Jiangxi, i den sydöstra delen av landet, omkring 200 kilometer öster om provinshuvudstaden Nanchang. Antalet invånare är 19 589. Befolkningen består av 9 362 kvinnor och 10 227 män. Barn under 15 år utgör 22,0 %, vuxna 15-64 år 71 %, och äldre över 65 år 6,0 %.
Runt Jiaxuan är det ganska tätbefolkat, med 192 invånare per kvadratkilometer. Närmaste större samhälle är Hekou, 18,1 km nordväst om Jiaxuan. I omgivningarna runt Jiaxuan växer i huvudsak blandskog.
Genomsnittlig årsnederbörd är 2 755 millimeter. Den regnigaste månaden är juni, med i genomsnitt 477 mm nederbörd, och den torraste är oktober, med 35 mm nederbörd.